# Majláth család
A nemes és gróf székhelyi Majláth, vagy nagyon gyakori írásmóddal Mailáth magyar nemesi család.

## Története
A család Mailáth, Majláth, Májlát, Majlát, vagy Majáth néven ismert, a 17. században Bars és Hont vármegyében tűnt fel, de Ófehértó múltjához is szorosan kapcsolódtak. A családtagok többnyire vármegyei hivatalokat viseltek. Ez a család semmiféle rokonságban nem áll a 14–16. században virágzó Maylád családdal. Első ismert ősük Mailáth Miklós országbíró, aki egyszersmind Zólyom és Komárom vármegye főispánja is volt. A Majláthok grófi címét 1785. május 9-én József kapta, aki többek között Hont vármegye alispánja, valamint Borsod és Szerém vármegye főispánja is volt.

## Az eddig ismert családfa[1]
Miklós Székhelyi Mailáth (1646–1673) országbíró, Zólyom- és Komárom vármegyei főispán, Lippay György prímás titkára (1662–1673). a királyi ügyek igazgatója, s a Szent Korona ügyésze; neje világosi Erőss Mária Jusztina
- A1 Tamás neje Sántha Erzsébet
  - B1 István
  - B2 Magdolna
- A2 Boldizsár 1. neje Kollonich grófnő; 2. neje: Skarbala Anna; 3. neje Bodor Zsuzsanna
  - B1 Klára Éva Angelika (1689–1754); férje: bedegi Nyáry Zsigmond gróf (1682–1765)
  - B2 Gáspár neje: Majthényi Erzsébet
    - C1 János neje: Philippy Katalin
      - D1 Ferenc neje: ((Lansky von Tiefenthal))
        - E1 Emma Mária férje: ((Biringer Nándor))

  - B3 II. Miklós (1701–1749); neje: Letovanecz Borbála (1725–1804)
    - C1 Zsuzsanna férje: Lieszkovszky Imre
    - C2 Anna Mária (Zavar, 1745. november 3. – Barathi, 1813. február 9.); férje: Szent-Kereszty Huszár József (1739. november 22. – Pest, 1816. október 13.)

  - B4 I. József (Nagyszombat, 1703. április 6. – 1757. január 12.); neje: bernicei Lőrinczy Katalin
    - C1 Angelika
    - C2 Klára férje: Disznós Horváthy Pál
    - C3 II. József gróf,(Nagyszombat, 1735 – Nustár, 1810. december 17.) Hont alispánja, Szerém, Borsod és Pest főispánja; 1. neje: Bossányi Mária; 2. neje: Sándor Anna grófnő
      - D1 Katalin férje: Steöszel József
      - D2 III. József (1760–1825); királyi kamarai elnök; neje: kisenyei Sennyey Antónia vagy Sennyey Amália[2] grófnő
        - E1 József (*1796)
        - E2 Antal gróf (Buda, 1801. február 22. – Bécs, 1873. május 14.) udvari főkancellár, valóságos belső titkos tanácsos, kamarás, a Szt. István-rend nagykeresztese, magyar királyi főasztalnokmester, Zemplén vármegye főispánja

      - D3 Mária férje: Melczer László
      - D4 Janka férje: Bydeskúthy Vincze
      - D5 Károly József Ignaz gróf (1781. január 31.–1858. augusztus 10.); neje: Revisnye Revicky Judith (1800. január 9.-1856. március 23.)
        - E1 Mária Bertha Karolina (*1821. augusztus 4.) 1. férje: Aranyos-Medgyes Mednyánszky László báró 2. férje: Stoll János

      - D6 Lajos (fiatalon meghalt)
      - D7 Xaveria (fiatalon meghalt)
      - D8 Krisztina (fiatalon meghalt)
      - D9 Julianna apáca
      - D10 János (1786. október 5. – 1855. január 3.) német–magyar történetíró, publicista és költő; neje: Révay Anna grófnő
        - E1 Hermann
        - E2 Henriette (1811–1855. január 3.)
        - E3 Kálmán József (1815. november 1. – Bécs, 1894. február 14.) főrendiházi tag, Bars alszolgabírája

      - D11 Erzsébet (1794–1876); férje: németújvári Batthyány Imre gróf (1781–1874)
      - D12 Amália
      - D13 Ágnes férje: Mednyánszky Alajos báró
      - D14 Vincze (fiatalon meghalt)

    - C4 Antal
    - C5 Ferenc (1741–1813) 1. neje: Lipthay Janka; 2. neje: Martinkovics Anna (1749–1800)
      - D1 Ferenc
        - E1 Imre

      - D2 János; neje: Lemnes Gudics Vincencia
        - E1 Lajos (1805–1872); neje: Domanovec Lestinc Zmeskál Antónia
          - F1 István, Bars főispánja (1833–1903); 1. neje: Dubraviczky Mária; 2. neje: (1870) Barsi Liedenfrost Flóra (1849–1921)
            - G1 Piroska (1863–1868) (1. házasságból)
            - G2 István (1. házasságból), Bars alispánja (1865–1940); neje: (1893) Öttömösi Szirányi Aurélia
            - G3 Borbála (1. házasságból) (1866–1945); férje: (1903) Karafiáth Marius
            - G4 Mariska (2. házasságból) (1871–1952); férje: Mayer Ernő (+1897)
            - G5 Erzsébet (2. házasságból) (1872–1951); férje: (1901) Balatoni Farkas László (1866–1930)
            - G6 Flóra (2. házasságból) (1874–1950); férje: (1898) felsőőri Lakner László (1866–1916)
            - G7 Paula (2. házasságból)(*1877)
            - G8 László (2. házasságból) (*1881); neje: (1908) ozorai kis- és nagyazari Azary Lujza (*1886)
              - H1 Emma (1909–2001); férje: lászlófalvi Velits Dezső
              - H2 Hanna (*1913); férje: Egbell Körmendy János (1911–1989)

            - G9 Margit (2. házasságból) (+1956); férje: Taubinger Árpád

          - F2 László (1834–1901); neje: Bakonyi Mária bárónő (1841–1913)
          - F3 Imre (1836–1916); neje: (1858) Dubraviczky Ilona (1836–1923)
            - G1 Etelka (*1859); férje: (1880) Hanzély Béla Márton (*1853)
            - G2 Gizella (*1863); férje: alsóliszkói Ordódy Lajos (*1852)

      - D3 György (+1813)
      - D4 Ignác (1777–1859); 1. neje: (1797) Szent-Iványi Liptószentivány Jozefa (*1781); 2. neje: ipolybalogi Baloghy Antónia (*1779); 3. neje: Hódossy Mária; 4. neje: Prohászka Magdolna
        - E1 Anna; (1. házasságból); férje: Baross József
        - E2 Ferenc (1. házasságból)
        - E3 Sándor (2. házasságból) (1803–1876); neje: Szentmiklósi és Óvári Pongrácz Franciska vagy Friderika [3](1810–1890)
          - F1 Gyula (1830–1884); 1. neje: ipolybalogi Omaszta Emma (1841–1865); 2. neje: ipolybalogi Baloghy Emerika Sára
            - G1 Irén (1. házasságból) (1864–1945)
            - G2 Antoinette (2. házasságból) (1867–1911)
            - G3 Géza (2. házasságból) (1872–1953); neje: (1907. október 3.) Székhelyi Majláth Eszter (1864–1926)
            - G4 Oszkár (2. házasságból) (1874–1942); neje: (1901) tarnói Kostyál Marianne (1872–1952)
              - H1 Imre (*Budapest, 1904. július 26.); neje: (Budapest, 1929. június 15.) Tomcsányi Eleonóra (*Budapest, 1910. június 30.)
                - I1 György (Budapest, 1931. szeptember 24. – Budapest, 1931. október 15.)
                - I2 Edina (*Budapest, 1934. május 2.); férje: (Budapest, 1965. szeptember 9.) Bogláry Rezső (Budapest, 1912. június 25. – Budapest, 1984. június 17.)
                - I3 Erzsébet (*Budapest, 1942. február 2.); férje: (Budapest, 1966. július 2.) Széchy-Sziget Thaly Zsigmond (*Budapest, 1938. május 15.)

          - F2 Béla (Andrásfalva, 1831. június 18. – Budapest, 1900. március 23.); Múzeumi Könyvtárőr, az MTA levelező tagja.[3] neje: Szentmiklósi Pongrácz Anna (1839–1914)
            - G1 Eszter (1864. december 31. – 1926. július 29.); 1. férje: balázsfalvi Brencsán Béla (1857. – Nagyenyed, 1906. szeptember 8.); 2. férje: (Budapest, 1907. október 3.) székhelyi Majláth Géza (1872–1953)
            - G2 Kamilla (Andrásfalva, 1866. – Budapest, 1946. március 6.)
            - G3 Zsigmond (fiatalon meghalt)
            - G4 Anna (fiatalon meghalt)
            - G5 Béla (1874. június 15. – Budapest, 1956. szeptember 17.); neje: (1901. október 28.) Rewentlow Kaas Erzsébet bárónő (1881. november 18. – Budapest, 1964. június 21.)
              - H1 Kata (1902 – Budapest, 1972. május 16.); férje: Radákovics Ödön

            - G6 Imre (fiatalon meghalt)
            - G7 Ilona (fiatalon meghalt)
            - G8 Júlia (fiatalon meghalt)

        - E4 Vincentia; (2. házasságból); férje: Endrődy Gábor
        - E5 Antónia; (2. házasságból); férje: Petrovich István
        - E6 Ilona; (4. házasságból)
        - E7 Mária (4. házasságból)
        - E8 Pál (4. házasságból)

      - D5 Mária; férje: Huszár József

    - C6 I. György Tolna főispánja, királyi személynök (Kiskereskény, 1752. július 2. – Pest, 1821. február 19.); 1. neje: Hrabovszky Klára; 2. neje: Okány Szlávy Mária (1761. július 25. – 1837. március 13.)
      - D1 II. György (Zavar, 1786. április 22. – Bécs, 1861. április 11.) 1848-ig országbíró, Hont vármegye főispánja, királyi személynök neje: petőfalvi Uzovich Karolina Lucia Franciska (Könyök, 1793. december 17. – 1856)
        - E1 Imre
        - E2 Teréz férje: Beniczky Ádám
        - E3 III. György (Pozsony, 1818. december 3. – Budapest, 1883. március 29.) országbíró, tárnokmester, Baranya főispánja, a főrendiház és a királyi Kúria elnöke; neje: Valpo Slavonia 2. neje: Prandau-Hilleprand Freiin Stephanie (Eszék, 1832. december 6. – Mosdós, 1914. augusztus 5.)
          - F1 Etelka (Adelhaid) (Pécs, 1853. február 2. – Budapest, 1936. június 16.); férje: Pallavicini Ede (Padova, 1845. július 5. – Fiume, 1914. január 19.)
          - F2 György Gusztáv Antal Károly Imre József Viktor gróf Esztergom főispánja (Pécs, 1854. december 23. – Zavar, 1924. december 17.); neje: zicsi és vázsonykői Zichy Karolina grófnő (1862. április 6. – 1923. november 26.)
            - G1 György Ferdinand István Ödön Bálint (Zavar, 1883. október 30. – Bécs, 1967. november 11.; neje: Törökszentmiklósi Zsadály Almásy Georgette grófnő (Vöslau, 1890. július 29. – Pécs, 1953. november 10.)
              - H1 Zenaide Karolina Jakobina Mária (*Budapest, 1914. március 29.); férje: nagyapponyi Apponyi Alfréd gróf (1911. október 17. – 1989. január 12.)
              - H2 Zita Karolina Emerika Jakobina Mária (*Budapest, 1915. szeptember 23.)
              - H3 Zsófia Klára Mária (*Budapest, 1918. április 19.); férje: Alec William Allen (*Simla, India, 1903. június 2.)
              - H4 Zdenka Georgina Mária (Budapest, 1920. június 17. – Montevideo, 1988. április 16.; férje: Batthyány-Strattmann Károly Ignác gróf (*1918. szeptember 18.)

            - G2 Lívia Klára (Zavar, 1888. július 14. – Blumenthal bei Aichach, 1970. január 30.); férje: Chotkova és Wognin Chotek Karl gróf (1887. április 4. – 1970. január 23.)
            - G3 Ferninand Ödön Gyula József Mária (Zavar, 1891. március 13. – Bécs, 1929. február 22.; neje: sárvár-felsővidéki Széchenyi Huberta (Sebes, 1908. december 18. – Göteborg, 1978. január 27.)
              - H1 Fernanda Huberta Karolina Georgina Anna Mária Gobertina (Gbelány, 1927. november 29. – Pozsony, 1985. augusztus 21.); 1. férje: Kubinec Rudolf (+Prága, 1965. április 6.); 2. férje: (Pozsony, 1976. december 9.) Körösszegh Adorján Csáky György gróf (Szepesmindszent, 1925. július 15.)
              - H2 Karolina Mária Gobertina (Gbelány, 1928. december 16.; férje: (Budapest, 1951. június 23.) Fluck Raggamb Tibor (Nyíregyháza, 1923. augusztus 20. – Stockholm, 1977. december 5.)

            - G4 István Mailáth-Uzovich Székhelyi Petőfalvi (Zavar, 1893. január 5. – Tamsweg, Salzburg, 1962. május 1.); neje: (Ciffer, 1923. április 26.) Erdődi Pálffy Rita Teréz grófnő (1900. augusztus 28. – 1988. június 12.)
            - G5 Károly Borromeus Ödön Alajos Mária József (Zavar, 1895. március 23.); neje: Flóra bárónő (+1944); 2. neje: Bora Irén
            - G6 László (Zavar, 1897. július 28. – Szenice, 1963. szeptember 15.); neje: (1952) Ocskay Teréz (Bucsány (*1887)
            - G7 Pál (Zavar, 1898. december 3. – Budapest, 1941. március 1.)

          - F3 Sarolta grófnő (Pécs, 1856. október 16. – Budapest, 1928. június 15.); férje: (Budapest, 1890. március 2.) Fürst Chlodwig Hohenlohe-Waldenburg-Schillingsfürst (1848. január 1. – 1929. január 8.)
          - F4 József gróf (Pécs, 1858. április 11. – Ófehértó, 1940. április 2.); neje: (Budapest, 1886. június 10.) Sárvár-Felsővidéki Széchenyi Mária grófnő (Románfalva, 1863. szeptember 19. – Budapest, 1932. április 30.)
            - G1 Erzsébet (Perbenyik, 1889. december 7. – Budapest)
            - G2 Stefánia (Perbenyik, 1891. február 23. – Mocsolád, 1952. május 2.); férje: (Budapest, 1925. május 7.) Sztankovánszky Pál (Kajdacs, 1890. május 22. – Mocsolád, 1952. május 2.)
            - G3 József (Perbenyik, 1895. július 24. – Budapest, 1939. január 23.); neje: (Nagyida, 1920. január 8.) Bauschlott Schell Lujza Anna bárónő (Nagyida, 1895. március 17. – Budapest, 1979. december 28.)
              - H1 Mária Rozália Stefánia Georgina (*Ófehértó, 1920. november 17.); férje: (Budapest, 1944. november 4.) Solymossy Márton (*Zágráb, 1918. szeptember 3.)
              - H2 Lujza Anna (*Ófehértó, 1922, november 15.); férje: (Caracas, 1953. március 23.) René David Escalante-Orozco
              - H3 József (*Perbenyik, 1924. március 29.); neje: (Canberra, 1957. január 9.) Marosgezse Mohay Éva Mária (Törökszentmiklós, 1937. szeptember 25.)
                - I1 György József Márton (*Perth, Ausztrália, 1957. november 23.)
                - I2 Lujza Anna Mária (*Medina, 1959. július 20.)
                - I3 Vivienne Catherina (*Canberra, 1964. február 15.)

              - H4 Erzsébet (*Budapest, 1926. november 29.)
              - H5 Imre (*Nyíregyháza, 1930. augusztus 15.); 1. neje: (Broken Hill, Új-Dél Wales, Ausztrália, 1950. április 13.) Eva Laurel Deslandes; 2. neje: (Adelaide, 1962. október 15.) Bertha Lipps
                - I1 Mária Luisa (Broken Hill, Új-Dél Wales, Ausztrália, 1951. május 12. – 1957)
                - I2 Paul Josef (*Broken Hill, Új-Dél Wales, Ausztrália, 1954. március 12.)

              - H6 Margit (*Nyíregyháza, 1934. május 8.); 1. férje: Király Dezső; 2. férje: (Budapest, 1957. augusztus 18.) Horváth Elemér (*Cinkota, 1921. november 23.)
              - H7 Ilona (*Nyíregyháza, 1936. április 21.); 1. férje: (Budapest, 1959. december 6.) Somogyi Kálmán (Balatonfüred, 1935. július 26.); 2. férje: Vermes Tamás

            - G4 Mária (Perbenyik, 1897. szeptember 3. – Asunción, 1963. május 5.; férje: (Perbenyik, 1921. augusztus 29.) széki Teleki Béla gróf (1896. október 2. – 1969. szeptember 12.)
            - G5 Pál (Perbenyik, 1899. november 23. – St.Georgen in Attergau, 1983.)

          - F5 István Géza György Félix Adalbert gróf (Pécs, 1860. január 13. – Majláthgárdony, 1933. július 26.); neje: (Budapest, 1894. január 18.) zicsi és vázsonykői Zichy Marietta grófnő (1870. január 2. – 1966. november 1.)
            - G1 Géza (Majláthgárdony, 1896. január 25. – Toronto, 1971. november 23.; neje: (Szentlőrinc, 1922. február 23.) Sárvár-Felsővidéki Széchenyi Anna Mária grófnő (Révfalu, 1904. január 17. – New York, 1971. június 22.)
              - H1 Mária Rosaria Anna Ferdinanda Gobertina (*Majláthgárdony, 1923. május 5.); férje: (Majláthgárdony, 1944. május 20.) zicsi és vázsonykői Zichy Antal János gróf (1921. január 30. – 1985. március 25.)
              - H2 Mária Anita Georgina Gobertina (Majláthgárdony, 1926. március 3. – Penetanguishene, 2000. január 14.); 1. férje: (1948. május 25.) Hosszúfalussy Béla (Miskolc, 1920. szeptember 6.); 2. férje: (Santiago de Chile, 1961. május 25.) Franz Karl von Podstatzky-Lichtenstein gróf (Brno, 1933. október 26.)
              - H3 Mária Viktória Gobertina (*Majláthgárdony, 1928. november 28.); férje: (Santiago de Chile, 1952. július 25.) Geyger András (*Budapest, 1916. január 20.)
              - H4 Péter Mária Gobert (*Cserhátsurány, 1929. október 29.); neje: (Toronto, 1956. szeptember 22.) Alice Sulkowska hercegnő (*Bécs, 1933, június 15.)
                - I1 Teresa Mária Viktória Antoinette Gobertina (*Santiago de Chile, 1957. augusztus 27.)
                - I2 Sándor Karolus Mária Gusztáv Gobert (*Toronto, 1959. július 28.); neje: (Paris, Ontario, Kanada, 1982. szeptember 15.) Trauttmansdorff-Weinsberg Elisabeth grófnő (*1964. január 17. – 1989. április 11.)
                  - J1 Annabell Maria Gobertina (*Cobourg, 1983. július 3.)
                  - J2 Peter Frigyes Maria Gobert (*Cobourg, 1986. május 28.)

                - I3 Viktor Edgar Péter Mária Gobert (*Toronto, 1964. május 30.); neje: (Wettenhausen, 1989. június 11.) Freyberg-Eisenberg Maria Charlotte bárónő (*1963. szeptember 7.)
                  - J1 Mária Lívia (*Berlin, 1991. november 29.)

              - H5 Pál Mária Gobert (*Cserhátsurány, 1929. október 29. – New York, 1984. október 4.)
              - H6 István Mária Gobert (*Cserhátsurány, 1930. szeptember 30.); 1. neje: (Montréal, 1955. május 10.) Helene Walsh; 2. neje: (Montréal, 1977. június 21.) désaknai Varga Mária Judit (*Budapest, 1944. február 6.)
                - I1 István (*Montréal, 1957. július 5.)

            - G2 Mária (Majláthgárdony, 1897. november 15. – 1919. szeptember 12.)
            - G3 Etelka (Majláthgárdony, 1899. augusztus 10. – Balassagyarmat, 1945. május 8.); férje: (Majláthgárdony, 1924. január 15.) Buttler Erwin báró (Magyarnándor, 1890. július 27. – Budapest, 1975. március 12.)
            - G4 Alajos László Ignác Ferenc Antal Mária József (Majláthgárdony, 1905. június 21. – Dunaújváros, 1990. február 24.); neje: (Budapest, 1932. június 14.) Grasz Anna (Rákoscsaba, 1905. május 11. – Dunaújváros, 1978. december 27.)

          - F6 László Imre Albert György József gróf (Pécs, 1862. február 11. – Mödling, 1934. szeptember 26.); neje: (Budapest, 1905. július 16.) Futaki Hadik Amália grófnő (1866. június 19. – 1941. november 27.)
          - F7 Gusztáv Károly György Emil József Albert gróf, erdélyi római katolikus püspök (Bakócza, 1864. szeptember 24. – Budapest, 1940. március 18.)

    - C7 Julianna férje: Halácsy Antal

  - B5 Mária
  - B6 Teréz férje: Bludovszky Péter
  - B7 Júlia 1. férje: Bobrovniczky Ádám; 2. férje: Kincskó Ádám
- A3 Mária férje: Péchy Menyhért
- A4 Erzsébet férje: Fekete Imre
- A5 Magdolna férje (1689, Nagyszombat) : Bélaváry Ferenc

## Kastélyok, paloták, kúriák

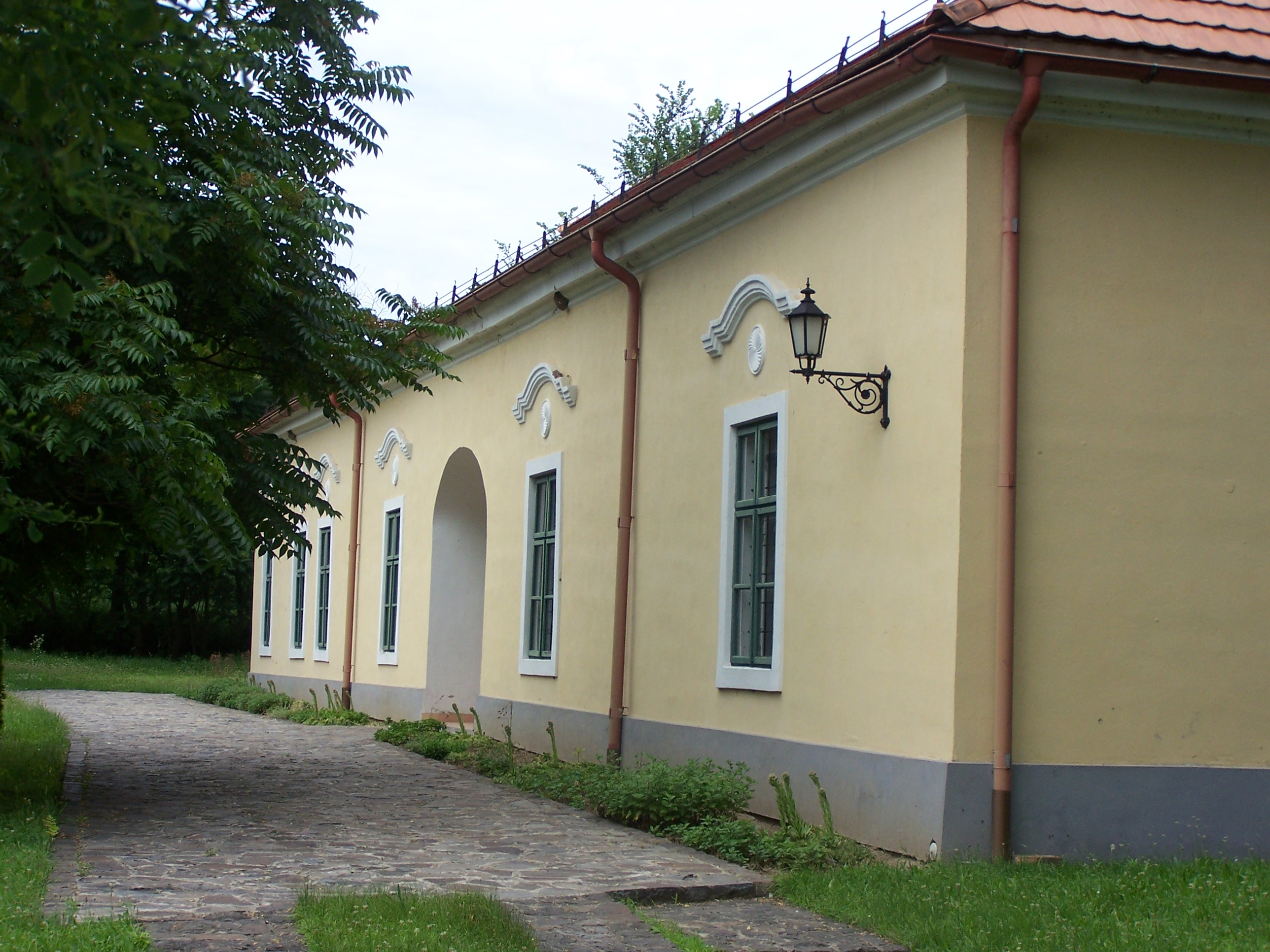
A patvarci Majláth-kastély

- Bakóca
- Nógrádgárdony
- Törökbálint
- Tahitótfalu
- Patvarc
- Zavar